# The Women’s Tour 2016
3. edycja kobiecego, etapowego wyścigu kolarskiego The Women’s Tour odbyła się w dniach 15-19 czerwca 2016 roku w Wielkiej Brytanii. Liczyła pięć etapów o łącznym dystansie 617,4 km.
The Women’s Tour był dziesiątym w sezonie wyścigiem cyklu UCI Women’s World Tour, będącym serią najbardziej prestiżowych zawodów kobiecego kolarstwa.

## Etapy
| Etap | Data       | Start – Meta                     | km    | Typ         | Zwycięzca etapu      | Lider                |
| ---- | ---------- | -------------------------------- | ----- | ----------- | -------------------- | -------------------- |
| 1.   | 15 czerwca | Southwold – Norwich              | 132   | Płaski      | Christine Majerus    | Christine Majerus    |
| 2.   | 16 czerwca | Atherstone – Stratford-upon-Avon | 140   | Pagórkowaty | Amy Pieters          | Marianne Vos         |
| 3.   | 17 czerwca | Ashbourne – Chesterfield         | 112,6 | Pagórkowaty | Elizabeth Armitstead | Elizabeth Armitstead |
| 4.   | 18 czerwca | Nottingham – Stoke-on-Trent      | 119,6 | Pagórkowaty | Marianne Vos         | Elizabeth Armitstead |
| 5.   | 19 czerwca | Northampton – Kettering          | 113,2 | Płaski      | Lotta Lepistö        | Elizabeth Armitstead |

### Etap 1 – 15.06: Southwold – Norwich – 132 km
| #   | Zawodnik            | Zespół             | Czas       |
| --- | ------------------- | ------------------ | ---------- |
| 1.  | Christine Majerus   | Boels–Dolmans      | 3h 24' 48" |
| 2.  | Marianne Vos        | Rabo Liv           | + 0"       |
| 3.  | Giorgia Bronzini    | Wiggle High5       | + 0"       |
|     |                     |                    |            |
| 20. | Eugenia Bujak       | BTC City Ljubljana | + 0"       |
| 30. | Małgorzata Jasińska | Alé Cipollini      | + 0"       |
| 43. | Anna Plichta        | BTC City Ljubljana | + 0"       |

| #   | Zawodnik            | Zespół             | Czas       |
| --- | ------------------- | ------------------ | ---------- |
| 1.  | Christine Majerus   | Boels–Dolmans      | 3h 24' 48" |
| 2.  | Marianne Vos        | Rabo Liv           | + 1"       |
| 3.  | Giorgia Bronzini    | Wiggle High5       | + 6"       |
|     |                     |                    |            |
| 22. | Eugenia Bujak       | BTC City Ljubljana | + 10"      |
| 32. | Małgorzata Jasińska | Alé Cipollini      | + 10"      |
| 45. | Anna Plichta        | BTC City Ljubljana | + 10"      |

### Etap 2 – 16.06: Atherstone – Stratford-upon-Avon – 140 km
| #   | Zespół              | Czas               |            |
| --- | ------------------- | ------------------ | ---------- |
| 1.  | Amy Pieters         | Wiggle High5       | 3h 36' 55" |
| 2.  | Lisa Brennauer      | Canyon-SRAM        | + 0"       |
| 3.  | Marianne Vos        | Rabo Liv           | + 0"       |
|     |                     |                    |            |
| 21. | Małgorzata Jasińska | Alé Cipollini      | + 0"       |
| 28. | Eugenia Bujak       | BTC City Ljubljana | + 1' 03"   |
| 39. | Anna Plichta        | BTC City Ljubljana | + 1' 42"   |

| #   | Zawodnik            | Zespół             | Czas       |
| --- | ------------------- | ------------------ | ---------- |
| 1.  | Marianne Vos        | Rabo Liv           | 7h 01' 26" |
| 2.  | Christine Majerus   | Boels–Dolmans      | + 3"       |
| 3.  | Amy Pieters         | Wiggle High5       | + 7"       |
|     |                     |                    |            |
| 16. | Małgorzata Jasińska | Alé Cipollini      | + 17"      |
| 28. | Eugenia Bujak       | BTC City Ljubljana | + 1' 20"   |
| 36. | Anna Plichta        | BTC City Ljubljana | + 1' 59"   |

### Etap 3 – 17.06: Ashbourne – Chesterfield – 112,6 km
| #   | Zawodnik             | Zespół             | Czas       |
| --- | -------------------- | ------------------ | ---------- |
| 1.  | Elizabeth Armitstead | Boels–Dolmans      | 2h 54' 27" |
| 2.  | Ashleigh Moolman     | Cervélo–Bigla      | + 0"       |
| 3.  | Elisa Longo Borghini | Wiggle High5       | + 0"       |
|     |                      |                    |            |
| 15. | Małgorzata Jasińska  | Alé Cipollini      | + 36"      |
| 25. | Eugenia Bujak        | BTC City Ljubljana | + 36"      |
| 32. | Anna Plichta         | BTC City Ljubljana | + 36"      |

| #   | Zawodnik             | Zespół             | Czas       |
| --- | -------------------- | ------------------ | ---------- |
| 1.  | Elizabeth Armitstead | Boels–Dolmans      | 9h 55' 59" |
| 2.  | Ashleigh Moolman     | Cervélo–Bigla      | + 5"       |
| 3.  | Elisa Longo Borghini | Wiggle High5       | + 7"       |
|     |                      |                    |            |
| 16. | Małgorzata Jasińska  | Alé Cipollini      | + 47"      |
| 28. | Eugenia Bujak        | BTC City Ljubljana | + 1' 50"   |
| 33. | Anna Plichta         | BTC City Ljubljana | + 2' 29"   |

### Etap 4 – 18.06: Nottingham – Stoke-on-Trent – 119,6 km
| #   | Zawodnik            | Zespół             | Czas       |
| --- | ------------------- | ------------------ | ---------- |
| 1.  | Marianne Vos        | Rabo Liv           | 1h 35' 10" |
| 2.  | Leah Kirchmann      | Liv–Plantur        | + 0"       |
| 3.  | Emma Johansson      | Wiggle High5       | + 0"       |
|     |                     |                    |            |
| 12. | Małgorzata Jasińska | Alé Cipollini      | + 0"       |
| 29. | Eugenia Bujak       | BTC City Ljubljana | + 2' 39"   |
| 52. | Anna Plichta        | BTC City Ljubljana | + 5' 56"   |

| #   | Zawodnik             | Zespół             | Czas        |
| --- | -------------------- | ------------------ | ----------- |
| 1.  | Elizabeth Armitstead | Boels–Dolmans      | 13h 02' 56" |
| 2.  | Ashleigh Moolman     | Cervélo–Bigla      | + 8"        |
| 3.  | Elisa Longo Borghini | Wiggle High5       | + 10"       |
|     |                      |                    |             |
| 13. | Małgorzata Jasińska  | Alé Cipollini      | + 50"       |
| 27. | Eugenia Bujak        | BTC City Ljubljana | + 4' 32"    |
| 41. | Anna Plichta         | BTC City Ljubljana | + 8' 28"    |

### Etap 5 – 19.06: Northampton – Kettering – 113,2 km
| #   | Zawodnik            | Zespół             | Czas       |
| --- | ------------------- | ------------------ | ---------- |
| 1.  | Lotta Lepistö       | Cervélo–Bigla      | 2h 57' 31" |
| 2.  | Marta Bastianelli   | Alé Cipollini      | + 0"       |
| 3.  | Elena Cecchini      | Canyon-SRAM        | + 0"       |
|     |                     |                    |            |
| 5.  | Eugenia Bujak       | BTC City Ljubljana | + 0"       |
| 33. | Małgorzata Jasińska | Alé Cipollini      | + 0"       |
| 49. | Anna Plichta        | BTC City Ljubljana | + 0"       |

| #   | Zawodnik             | Zespół             | Czas        |
| --- | -------------------- | ------------------ | ----------- |
| 1.  | Elizabeth Armitstead | Boels–Dolmans      | 16h 00' 39" |
| 2.  | Ashleigh Moolman     | Cervélo–Bigla      | + 11"       |
| 3.  | Elisa Longo Borghini | Wiggle High5       | + 13"       |
|     |                      |                    |             |
| 12. | Małgorzata Jasińska  | Alé Cipollini      | + 53"       |
| 24. | Eugenia Bujak        | BTC City Ljubljana | + 4' 20"    |
| 38. | Anna Plichta         | BTC City Ljubljana | + 8' 31"    |

## Liderzy klasyfikacji po etapach
| Etap                 | Zwycięzca            | Klasyfikacja generalna | Klasyfikacja młodzieżowa | Klasyfikacja górska | Klasyfikacja punktowa | Klasyfikacja drużynowa |
| -------------------- | -------------------- | ---------------------- | ------------------------ | ------------------- | --------------------- | ---------------------- |
| 1                    | Christine Majerus    | Christine Majerus      | Floortje Mackaij         | Ilona Hoeksma       | Christine Majerus     | Rabo-Liv               |
| 2                    | Amy Pieters          | Marianne Vos           | Floortje Mackaij         | Katie Hall          | Marianne Vos          | Wiggle High5           |
| 3                    | Elizabeth Armitstead | Elizabeth Armitstead   | Floortje Mackaij         | Katie Hall          | Marianne Vos          | Wiggle High5           |
| 4                    | Marianne Vos         | Elizabeth Armitstead   | Floortje Mackaij         | Katie Hall          | Marianne Vos          | Wiggle High5           |
| 5                    | Lotta Lepistö        | Elizabeth Armitstead   | Floortje Mackaij         | Katie Hall          | Marianne Vos          | Wiggle High5           |
| Klasyfikacja końcowa | Klasyfikacja końcowa | Elizabeth Armitstead   | Floortje Mackaij         | Katie Halll         | Marianne Vos          | Wiggle High5           |